# هالی لینکلن اسمیت
هالی لینکلن اسمیت (انگلیسی: Holly Lincoln-Smith؛ زادهٔ ۲۶ مارس ۱۹۸۸) بازیکن زن واترپلو اهل استرالیا است.
وی در مسابقات کشوری و بین‌المللی در مجموع برندهٔ ۲ مدال طلا، ۲ مدال نقره، ۱ مدال برنز شده‌است.